# Hainje
Hainje was een Nederlandse carrosseriefabriek en busbouwer in Heerenveen die op 11 november 1907 werd opgericht door Bartele Hainje aan de Schans te Heerenveen.
Het bedrijf werd bekend als hoofdproducent van de CSA-standaardstadsbus en nam ook deel aan de bouw van de standaard streekbus. Hainje is op 1 januari 1989 overgenomen door de Berkhof Groep te Valkenswaard, die op zijn beurt werd overgenomen door de VDL Groep.
Het bedrijf is sinds najaar 2010 als VDL Bus Heerenveen onderdeel van de busdivisie VDL Bus & Coach van de VDL Groep.

## Geschiedenis
Bartele Hainje kwam als knecht uit Roordahuizum naar Heerenveen. Hij verdiende een loon van elf gulden in de week. In november 1907 kocht hij met tachtig gulden in de kas en een geleend kapitaal van 2000 gulden een Heerenveens bedrijf en begon zijn Rijtuig- en wagenmakerij B. Hainje. In het bedrijf werden onder meer kruiwagens en bakkerskarren gemaakt. In 1922 vroeg een klant om een "bak" op een Ford-chassis te bouwen. Deze bus was het begin van de carrosserie- en bussenbouw in de fabriek van Hainje. In 1925 droeg Bartele Hainje het bedrijf over aan zijn zoon Abe Hainje, die een halve eeuw directeur bleef. Door het personeel werd in 1957 ter gelegenheid van 50 jaar een maquette van de fabriek gemaakt. Ook toen het na 1962 geen familiebedrijf meer was, bleven de Hainjes aan de leiding, want in 1975 nam zijn zoon Bart Hainje de directie over.
De fabriek was jarenlang gevestigd aan het zuideinde van de Leeuwarderstraatweg genaamd Schans  te Heerenveen. De locatie aan de Schans werd later gebruikt om de voertuigen door Firma Elzinga uit Jirnsum te schilderen. Later werd aan de Leeuwarderstraatweg een nieuwe vestiging gebouwd, ruim 200 meter noordelijker dan de eerste. Op 14 november 1980 legde Abe Hainje de eerste steen voor de nieuwbouw op het industrieterrein Area Kanaal aan de Wetterwille te Heerenveen. Reeds op 17 augustus 1981 reed als opening de eerste bus van de band.
In 1962 werd Hainje een dochteronderneming van de Verenigde Machinefabrieken (VMF), waarvan ook Werkspoor-Utrecht deel uitmaakte. Omdat de uurtarieven die Werkspoor-Utrecht in rekening moest brengen te hoog werden - en ook omdat de streekvervoerbedrijven van de Nederlandse Spoorwegen geen afnamegarantie wilden afgeven - had Werkspoor de bouw van bussen gestaakt, waarna die naar Hainje werd overgeheveld. Hainje bleef door de overname wel volledig zelfstandig. In de jaren '60 ging het slecht met VMF. Bij Werkspoor vielen massaontslagen: 1900 mensen kwamen op straat te staan. In 1965 ging VMF verder onder de naam Verenigde Machinefabrieken-Stork. In 1971 werd Hainje ondergebracht bij Stork.
De naam Hainje verdween op 1 januari 1989 nadat het bedrijf werd overgenomen door de Berkhof Groep. Deze wijzigde de naam in Berkhof Heerenveen. Volgens oprichter-directeur A.G. Berkhof was de naamswijziging noodzakelijk omdat Hainje op dat moment, zoals hij zei, een "kwaliteitsprobleem" had en vrijwel uitsluitend werd geassocieerd met standaard-stadsbussen. Andere door Berkhof overgenomen bedrijven zoals Kusters en het Belgische Jonckheere (nu VDL Bus Roeselare) mochten hun naam behouden. Het huidige VDL Bus Heerenveen bouwt in de vestiging Heerenveen nog immer vooral stads- en streekbussen.

## Hainje-producten

### Stads- en streekbussen
Al in de jaren 1950 en 1960 bouwde Hainje enkele series stadsbussen voor de RET. Voor het streekvervoer op het platteland kwamen in die periode veel Scania-Vabis- en DAF-bussen uit deze fabriek.
Het bedrijf ging nadat de Werkspoor busdivisie was overgenomen vanaf 1962 ook zelfdragende bussen met Leyland-componenten bouwen, deels van het type bolramer, in licentie van Werkspoor. Doordat Hainje vanaf de jaren zestig steeds meer overging op seriebouw voor grote stads- en streekvervoerders en daardoor geen maatwerk meer kon leveren, moesten trouwe klanten als de Friese particuliere busbedrijven LAB, LABO en ZWH uitwijken naar andere busbouwers, zoals Smit Joure.

### Standaard-stadsbus
Hainje werd vooral bekend door de rode standaardbus (CSA). Dit bustype werd gebouwd tussen 1966 en 1988. Het ontwerp was gekocht van Werkspoor. Hainje was wel verantwoordelijk voor de bouw van verreweg de meeste bussen van dit type. Een beperkt aantal standaardbussen is in de late jaren zestig gebouwd door derden, namelijk Verheul en Den Oudsten. In 1982 presenteerde Hainje de tweede generatie standaardbus. Deze werd geproduceerd tot en met 1988.
In 1977 toonde Hainje een gelede bus voor het GVB Amsterdam met een standaardbus-carrosserie. In de jaren 80 ontwikkelde Hainje ook enkele korte midibussen met een standaardbus-carrosserie.

### Standaard-streekbus
In de jaren 1974-1984 bouwde Hainje ook de standaardstreekbus. Deze bussen op DAF-chassis werden geleverd aan BBA, Centraal Nederland, DVM, GADO, NZH, Flevodienst-VAD en ZWN. Ook werden er bussen op Volvo-chassis gebouwd, voornamelijk aangeschaft door BBA, Tensen, VAD, CAO en TET.

### Standaardbus 2000
In 1987 presenteerde Hainje de Standaardbus 2000, bedoeld als opvolger van de standaard-stadsbus. Omdat het principe standaardisatie werd afgeschaft is van deze opzet weinig terechtgekomen. Dit type bus werd voornamelijk geleverd aan de Zuidooster. In 1989 ontwierp Duvedec een moderner front voor de Standaardbus 2000.

### Trams
De verlaagde middenbakken van de tussen 1989 en 1991 afgeleverde Amsterdamse gelede trams 11G en 12G werden door Hainje gebouwd.

## Portretten van Hainje-producten

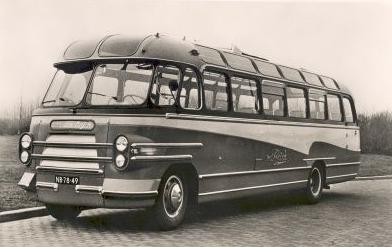
Bedford-bus met Hainje-carrosserie bus 58 uit 1953.
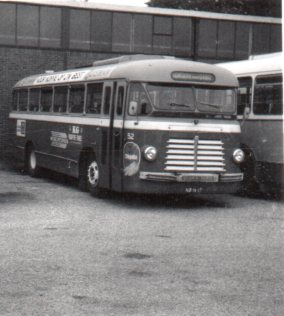
Scania-Vabis bus met Hainje-carrosserie, bouwjaar 1952, van de Noord-Westhoek bus 52.
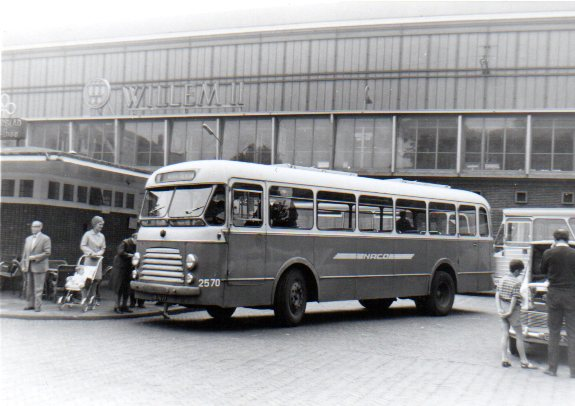
Scania-Vabis bus met Hainje-carrosserie, bouwjaar 1956, van de NACO bus 2570.
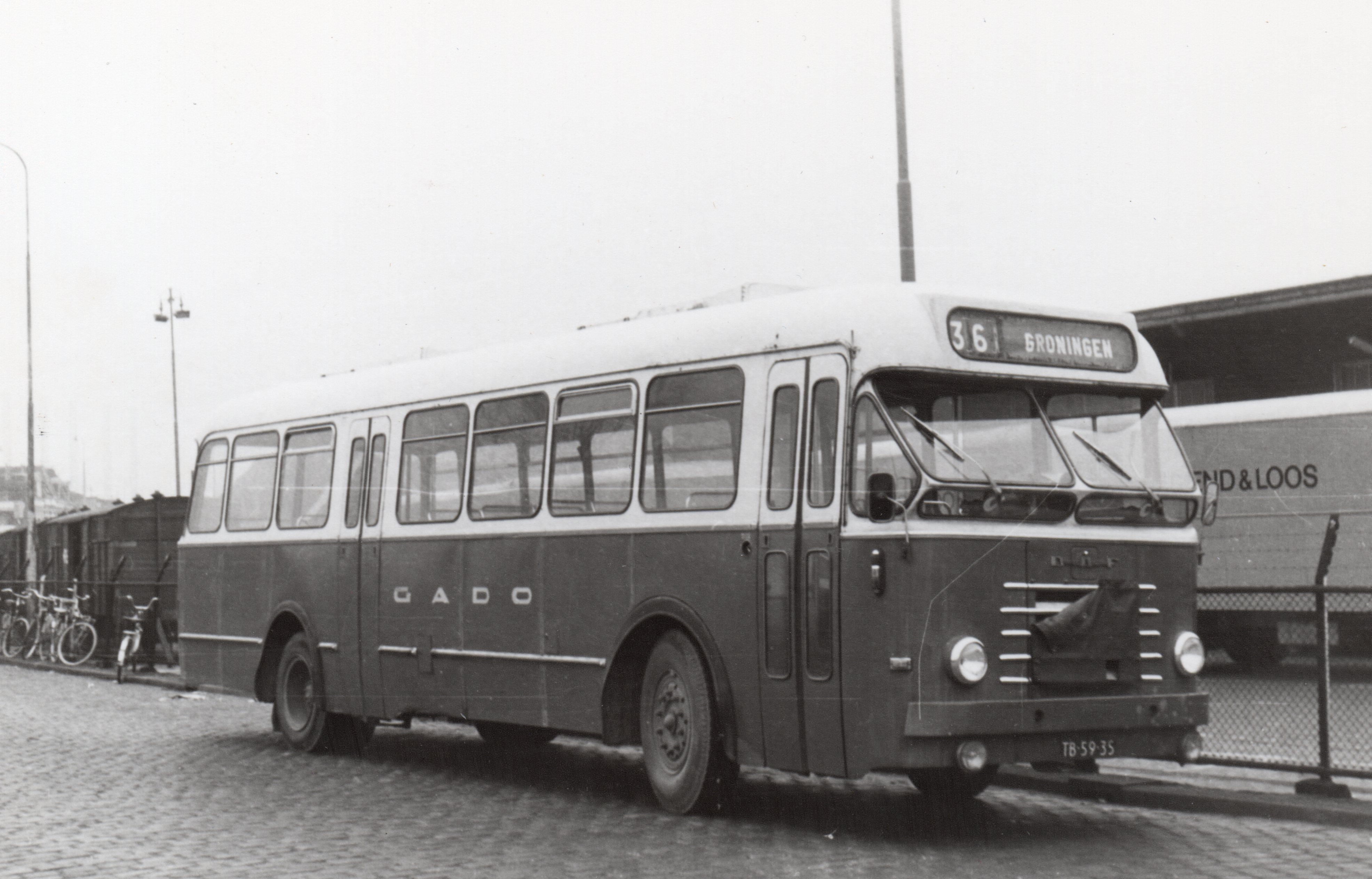
DAF-bus met Hainje-carrosserie, bouwjaar 1959, van de GADO bus 6511.
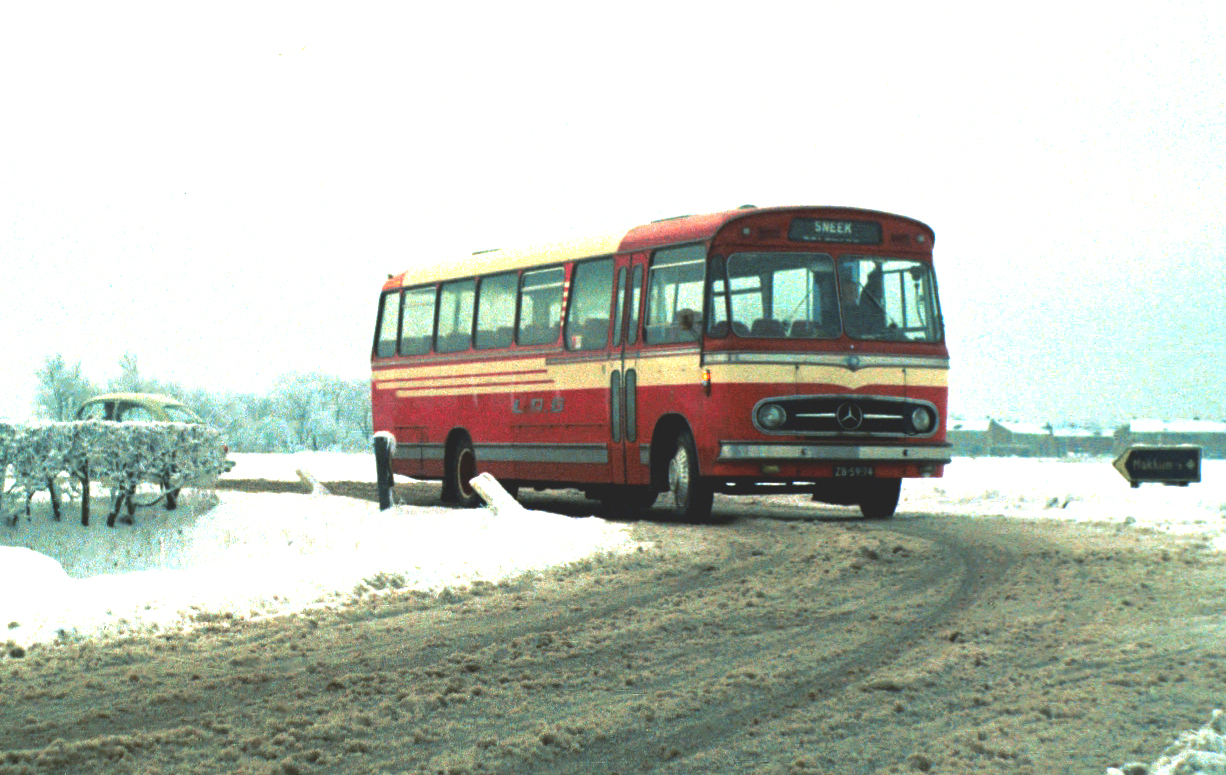
Mercedes-Benz-bus met Hainje-carrosserie, bouwjaar 1965, van de LAB bus 2 bij Makkum.
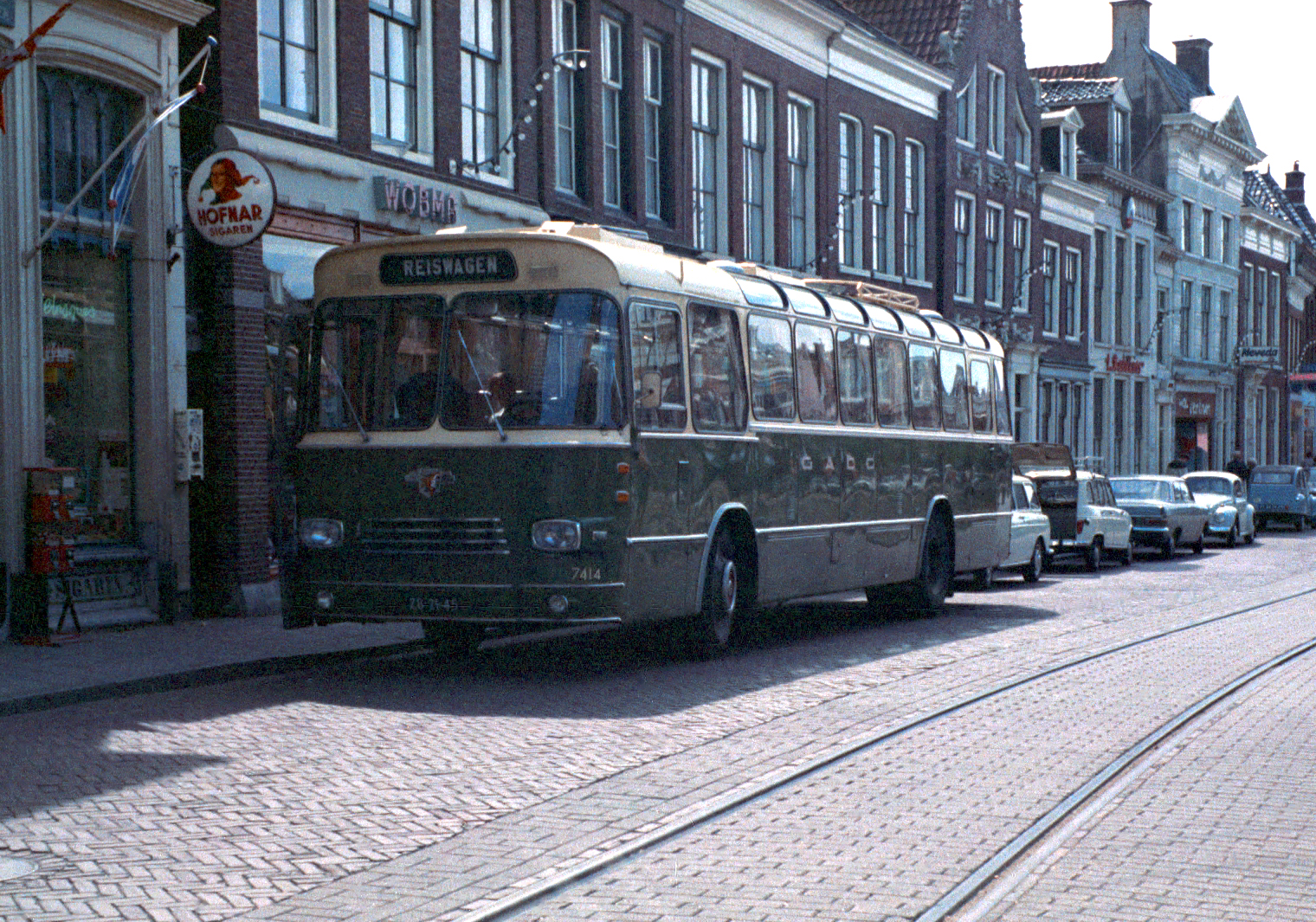
Leyland-Hainje-reiswagen van de GADO bus 7414 te Bolsward.
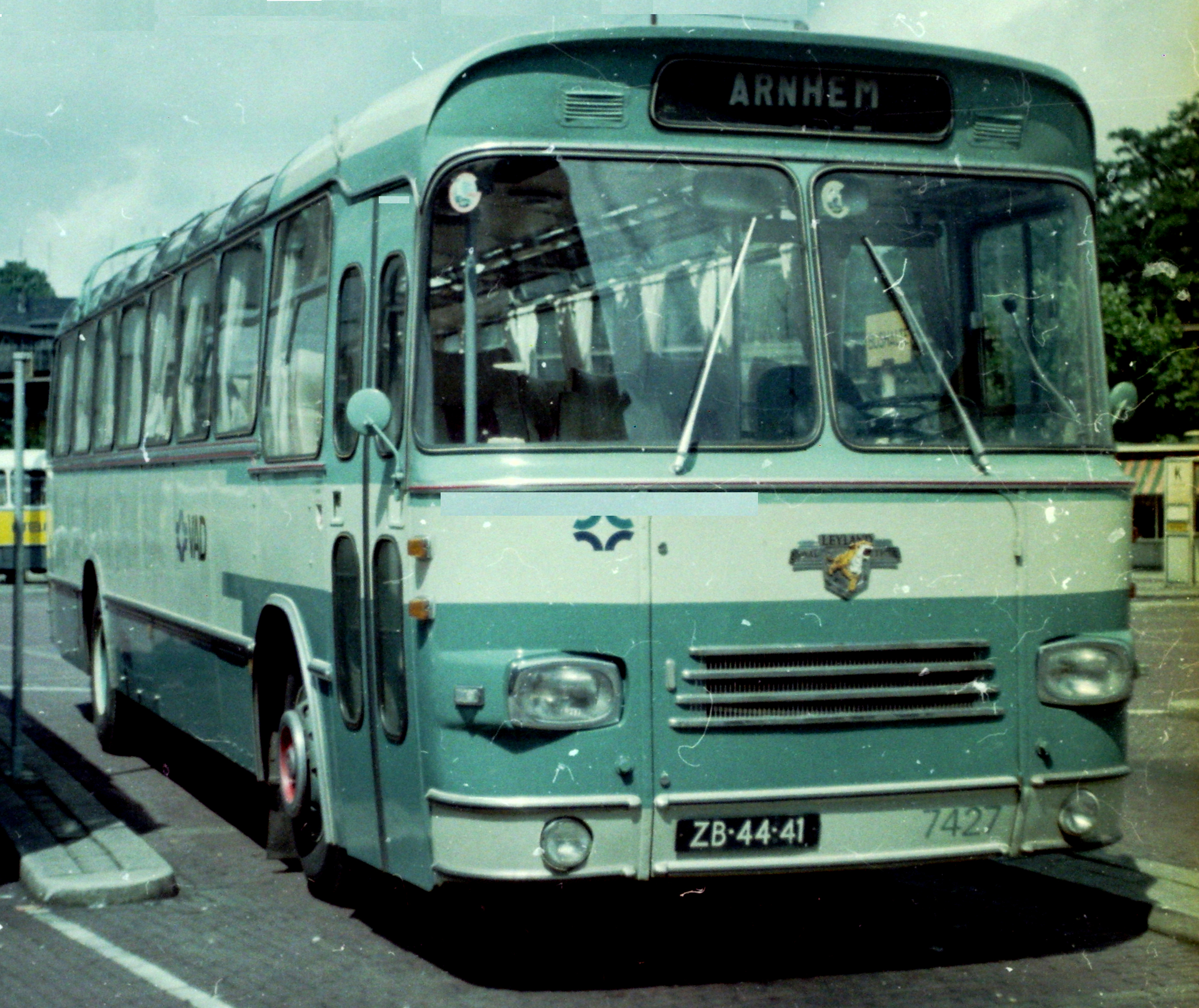
Eenzelfde exemplaar van de VAD bus 7427.
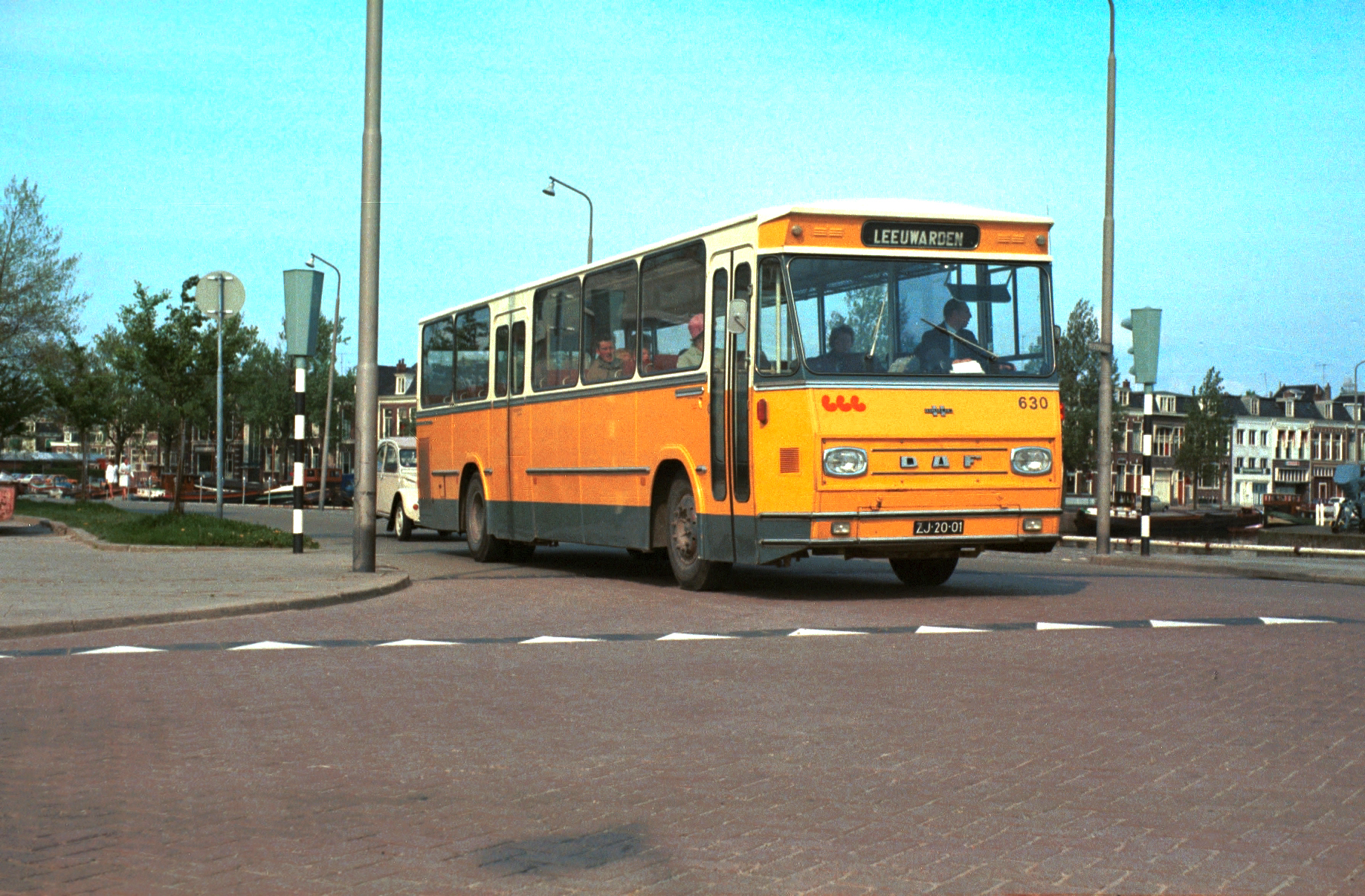
DAF bus 630 met Hainje-carrosserie, bouwjaar 1968, van de FRAM bus 630, ex LABO 37.
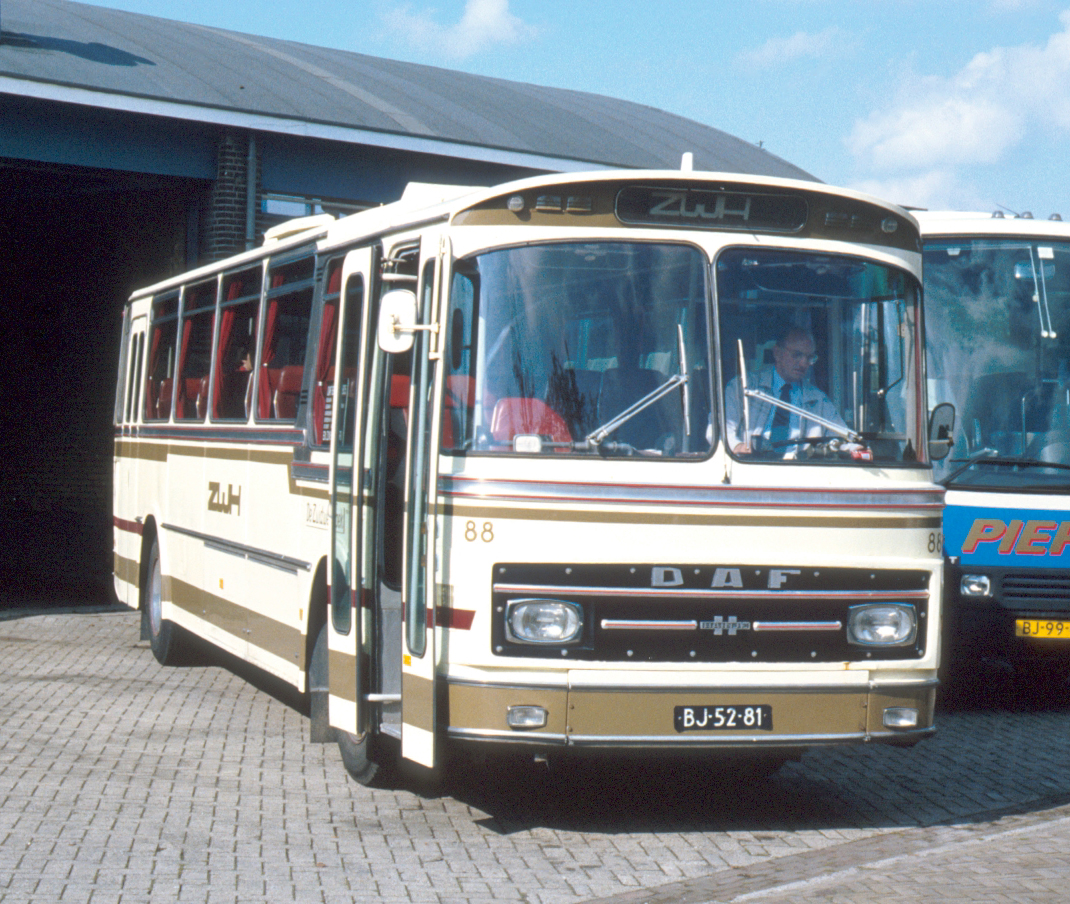
DAF/Hainje bus van Autobedrijf "De Zuidwesthoek" bus 88, bouwjaar 1971.
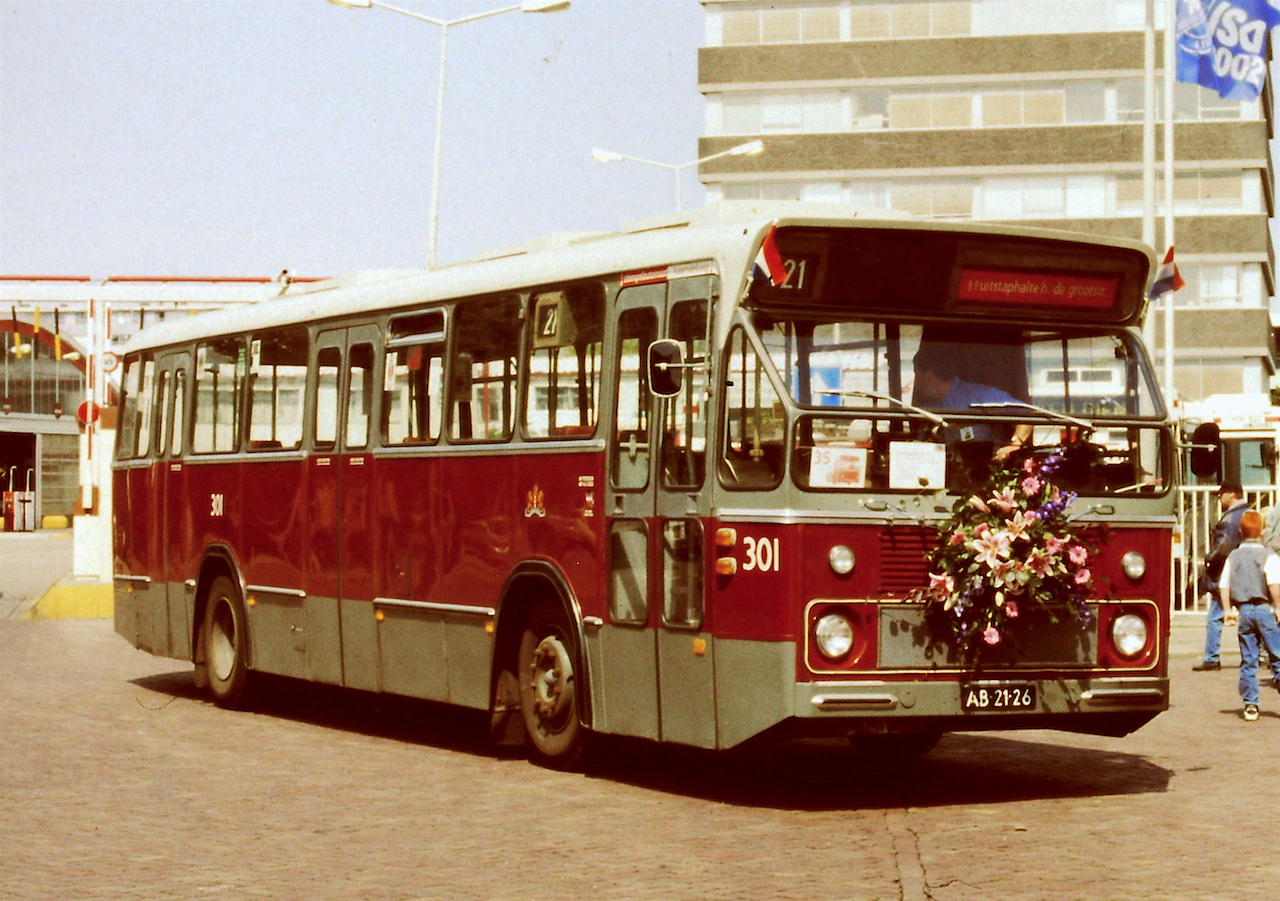
De eerste donkerrode standaarstadsdbus van de GVB (Amsterdam) bus 301, bouwjaar 1966.
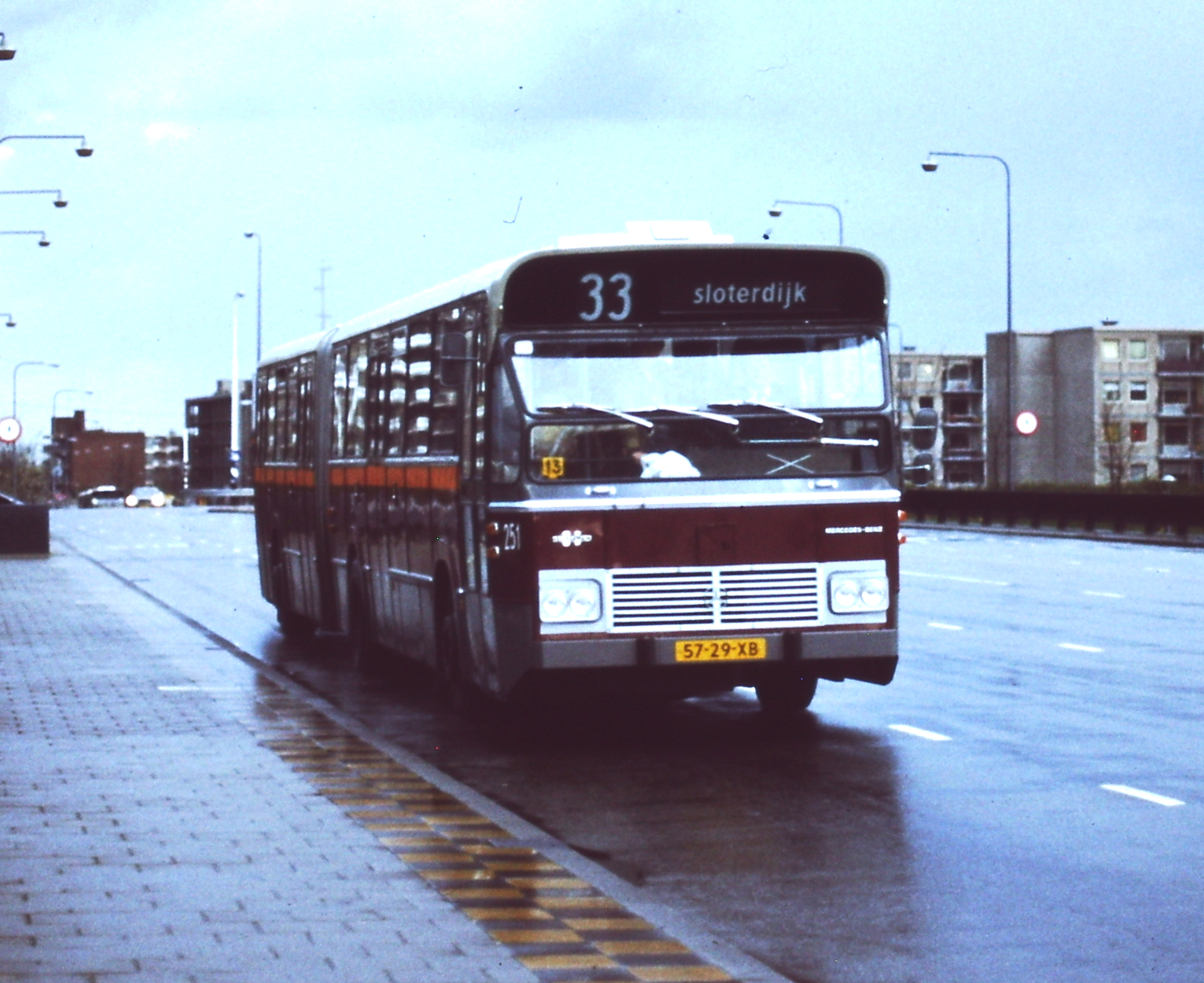
Gelede Mercedes Benz O317-Schenk GOBL8000 / Hainje
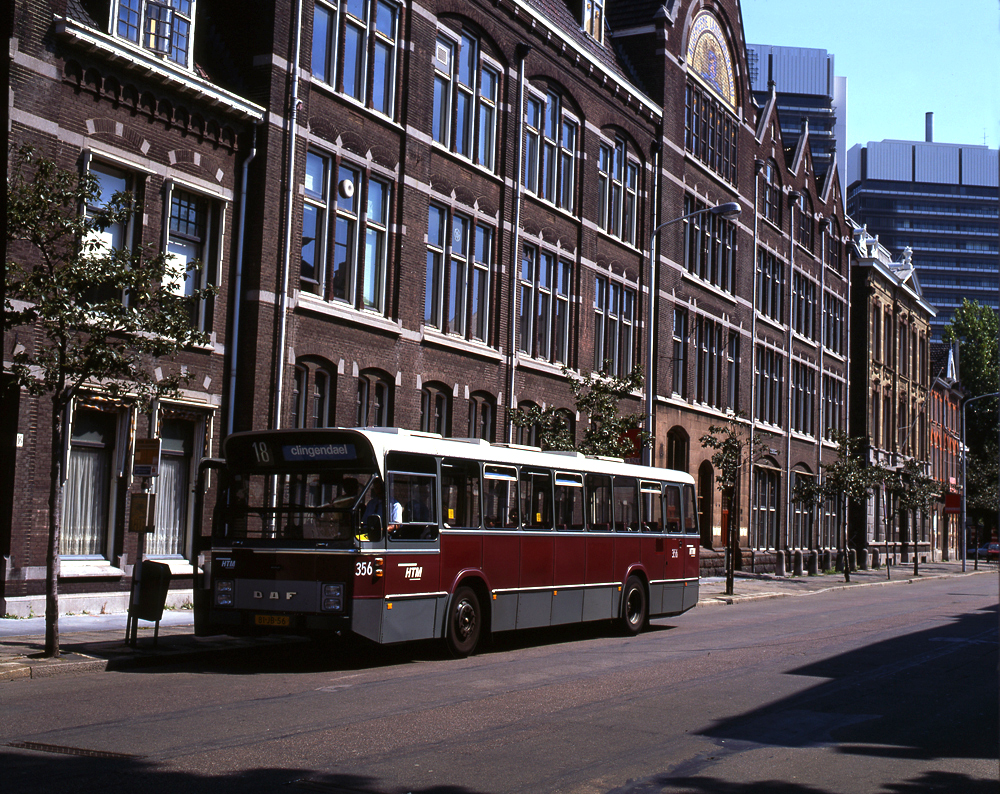
Haagse standaarstadsdbus in 1990 op de Fluwelen Burgwal bus 356 op lijn 18.
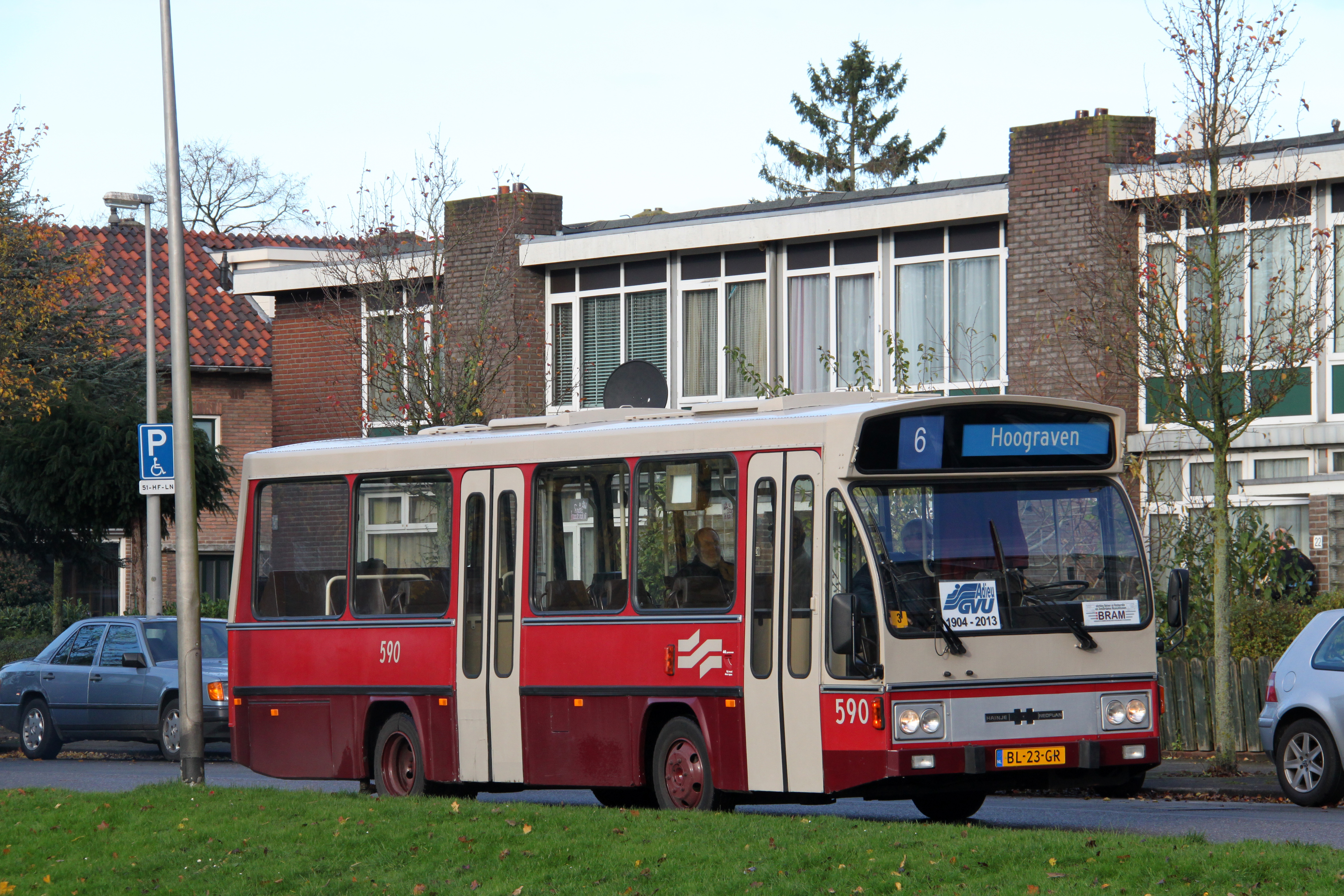
Neoplan midibus met Hainje-carrosserie, bouwjaar 1985, van het GVB (Amsterdam) bus 590.
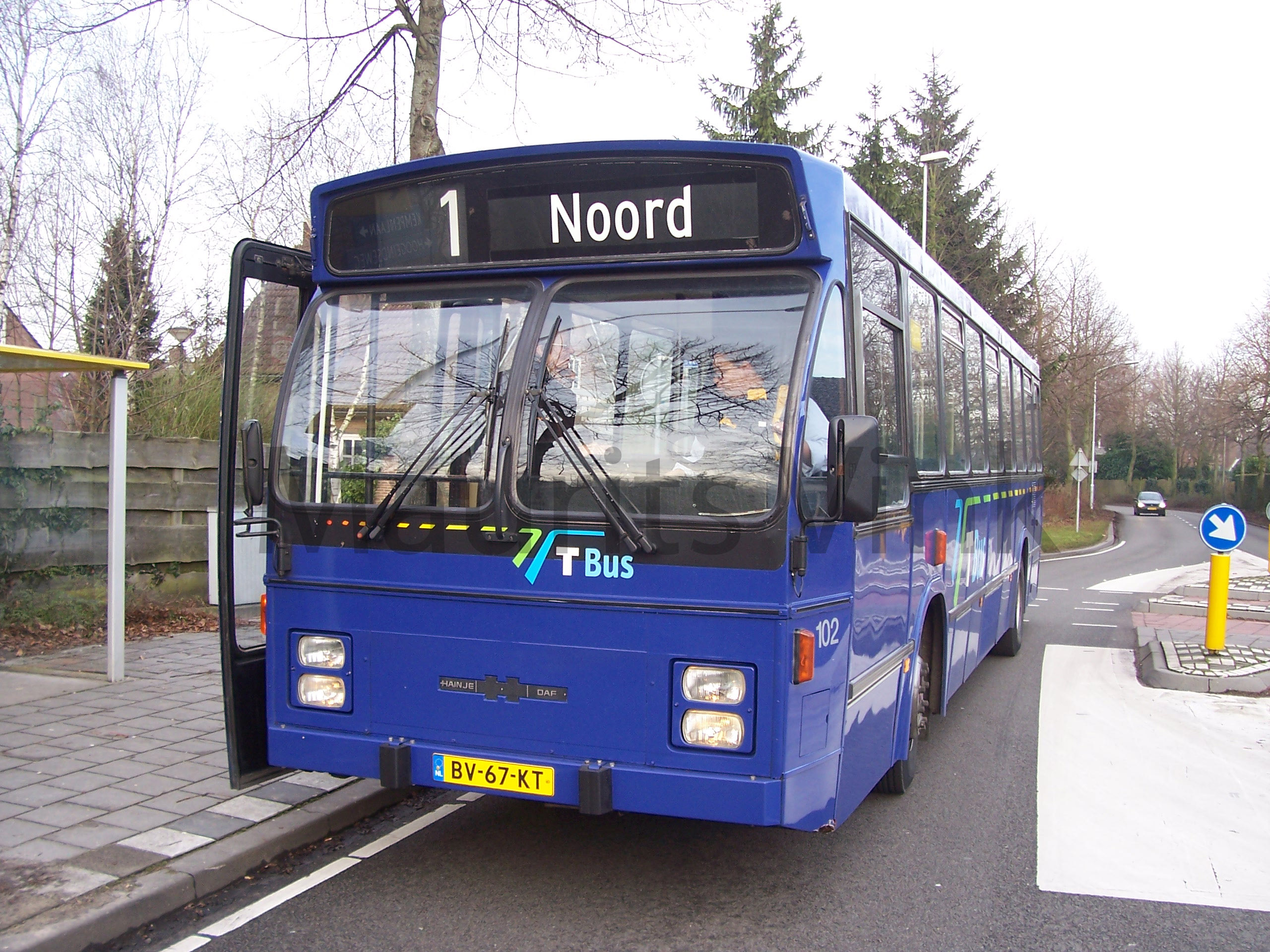
Tweede generatie standaardbus van de BBA bus 102  te Tilburg in 2006.
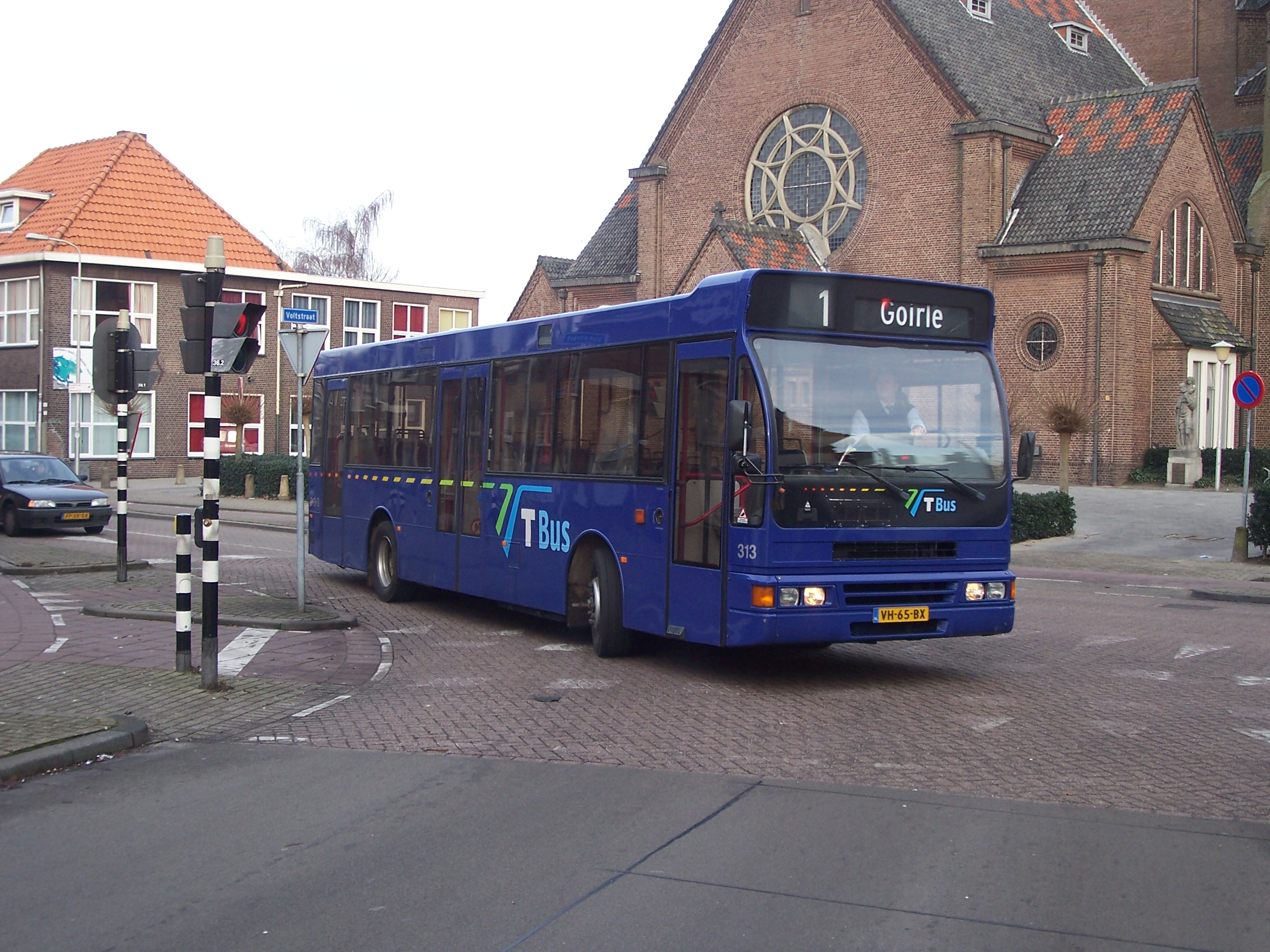
Een Hainje ST2000 als BBA "T-bus" bus 313.